# 英格蘭期盼人人都恪盡其責

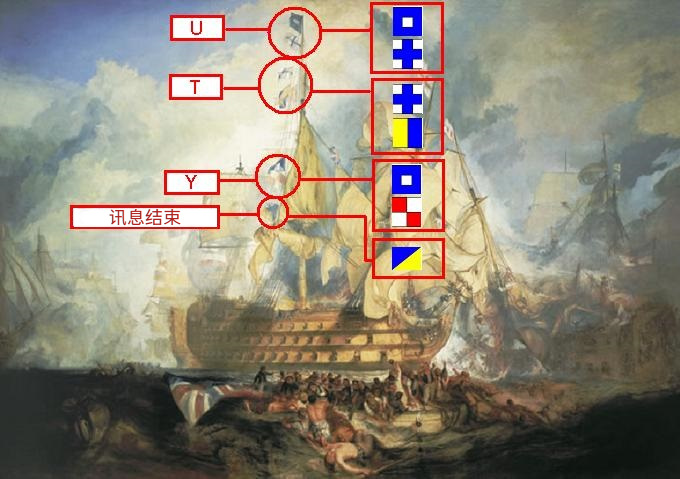
特拉法加戰役畫作，由泰納所繪。這幅圖裡的勝利號戰艦上的旗幟顯示了這著名格言的最後三個英文字。

“英格兰期盼人人都恪尽其责”（英語：England expects that every man will do his duty）是英國海軍中將納爾遜在特拉法加戰役（1805年）開始前通過其旗艦勝利號戰艦發出的訊號。特拉法加戰役為拿破崙戰爭裡的決定性海戰，其使得英國控制了大海，從而制止了法國入侵與佔領英國的計劃。

## 戰役裡的訊號
在英國艦隊逼近敵對的法西聯合艦隊前，納爾遜將軍已在其旗艦上對所指揮的艦隻發出了所有必要的指令。然而，他知道這場大戰是一场決定性的戰役，应该要做多一點事，于是又向其通訊官，帕斯科中尉下令，要求他盡快發出「英格兰相信（confides）每个男人都恪尽其责」這個訊號。帕斯科向納爾遜建議使用「企盼」（expects）一詞代替「相信」，因為後者在旗語手冊裡可找到，前者則需要逐個字母拼寫。納爾遜同意這個改動（雖然「企盼」對比「相信」所展示出的信任度較為不足）。于是，在1805年10月21日上午11時45分，胜利号发出了英國歷史上最著名的海軍訊號。

納爾遜著名的訊號，使用波凡姆數字代號。

這個訊號使用波帕姆爵士（Sir Home Popham）所設計的數字代號。此代號將十個訊號旗分別配以0至9。這些旗幟所代表的數字代號根據旗語手冊組合起來，傳至所有皇家海軍的艦隻上。這些數字代號會在後桅揚起，一個接一個，而「電報旗」（telegraph flag）亦會揚起以說明這是波帕姆所設計的訊號。責任（duty）一詞並沒有納入旗語手冊裡，所以需要拼寫出來，因此整個訊號需要十二個「lifts」。（duty一詞如圖所示編碼，以數字1-25分別代表英文字母A-Z，並不包括J。此外，在那個時代，英文字母V排在U的前面。）據信，這個動作需時四分鐘。一个由帕斯科統領，大約有四至六人的小隊，在納爾遜的旗艦勝利號戰艦準備升起那些訊號旗。
在一尊英國的加農炮對敵人發射前，納爾遜发出了他最後的訊號，「再近一點接敵」（engage the enemy more closely）。這個訊號以訊號旗1與6代表。納爾遜命令持續飄揚這個訊號旗。訊號旗在戰役裡持續高揚直至战役完結。為了表示對納爾遜的敬重，這個訊號在北大西洋公約組織裡保留作聯軍戰術訊號，雖然訊號本身在現代海戰裡並沒有作用。

## 大戰過後

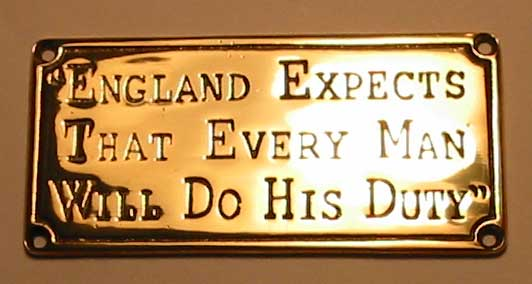
寫有納爾遜著名格言的紀念物。

這条短语在英格蘭變得十分聞名，這是因為納爾遜的高知名度以及特拉法加戰役對英國歷史的影響極大。特拉法加战役，与黑斯廷斯戰役、大憲章、火藥陰謀、閃電戰等对英国历史有重大影响的事件并列，成为历代英国学童都会被教习的内容。這条短语在英國廣為傳揚並已成為英國民族意識的一部份。今日，「英格兰企盼......」作為短语的开头，在媒體裡廣為應用，特別是那些預期英國體育隊伍勝利的報道。
但与此同時，這個訊號亦開始被誤傳。為數不少的軍艦記錄了「England expects every man "to" do his duty」。（忽略了「that」，而「will」則被「to」取代）。這個版本變得相當盛行，在納爾遜將軍紀念柱基座的銘文、納爾遜位於聖保羅大教堂的墓碑上的碑文與由其朋友和房屋經紀人戴維森建立的紀念館裡皆使用這個說法。然而，勝利號戰艦的航海日誌與通訊官帕斯科和布萊克伍德（護航艦恩延甫號的船長）的記录皆表明正確說法為本文題目的說法。
這個訊號仍在每年特拉法加紀念日（10月21日）於勝利號戰艦上揚起，勝利號戰艦現存於樸次茅斯的乾船塢裡，不過這是一次過顯示所有訊號旗。而且訊號帆是由船頭揚起至船尾，而不是像實戰裡順序在後桅揚起。

## 相似訊號
納爾遜這個著名的訊號曾被世界其他海軍所仿效。拿破崙將其譯為法文「La France compte que chacun fera son devoir」（法兰西企盼每個男人都恪盡其責！）並在法國艦隻上展示。除此以外，在對馬海峽戰役前，日本海軍大將東鄉平八郎（其於1871年至1878年間赴英學習海軍事務）对舰队发出了作战参谋秋山真之（曾于1899年派驻英国）建议的旗语：「皇国兴废在此一战，诸君需奋力而战」。

## 相關大眾文化
- 喬伊斯的小說《尤里西斯》裡重覆了很多次納爾遜的訊息，包括那些斷章取義與誤傳的。納爾遜與其在都柏林廣場的銅像，均被愛爾蘭人視為英國壓迫的象徵。
- 在朱澤爾維特的第四十三章裡，狄更斯寫道：「......正如詩人告訴我們般，英格蘭企盼每個男人都恪盡其責，所以英國是地球上最充滿希望的國家，但其會不斷感到失望。」
- 在路易斯·卡羅的《史耐克的狩獵》裡，更夫說道：

「因为英格兰的企盼－我拒絕繼續進行。這是一条偉大但陈腐的格言。」
- 《英格兰企盼》（England Expects）是BBC One的電視劇名稱[10]。
- 在1991年的電視節目《鐵甲艦》（Ironclads）裡，美利堅邦聯維吉尼亞號（CSS Virginia）的艦長在首幕漢普頓路之役前對全體船員說道：「美利堅邦联企盼每个男人都恪尽其责。」在次幕，在國會號（英语：USS Congress (1841)）（USS Congress）的甲板上，其艦長對其全體船員說道，「美利堅合眾國企盼每個男人都恪盡其責」。
- BBC喜劇《Rutland Weekend Television（英语：Rutland Weekend Television）》的其中一集說納爾遜的訊號最初是「英格蘭企盼每個男人都恪盡其責，包括所有胡蘿蔔」，但因為其沒有代表胡蘿蔔的訊號旗，所以才不發出胡蘿蔔部份的訊號。
- 美國海軍總司令戈登在其視察海軍艦隻時戴了一條領帶，其表示了這句著名格言。
- 在伯明翰的《時間軸》（Axis of Time）裡，英國首相邱吉爾引用納爾遜的著名格言，對艦長哈拉比（Karen Halabi）說道，「英格蘭企盼每個男人都恪盡其責」。